# 上超
上超（英語：onlap）为不整合面上的地层向陆地方向的超覆，通常出现在海平面相对上升时期。水平地層在這傾斜面上的尖灭點在陆地方向超越了下一層的尖灭點。